# Johannes Trautloft
Otto Hans "Hannes" Trautloft (* 3. März 1912 in Großobringen; † 12. Januar 1995 in Bad Wiessee) war ein deutscher Luftwaffenoffizier, zuletzt als Generalleutnant der Bundesluftwaffe.

## Leben
Seine fliegerische Karriere begann mit einer zivilen Flugzeugführerausbildung an der Verkehrsfliegerschule in Schleißheim. Am 15. Oktober 1932 trat er als Offiziersanwärter in das Infanterieregiment 15 der Reichswehr ein. Anschließend absolvierte er in der Sowjetunion seine Ausbildung zum Jagdpiloten an der Fliegerschule Lipezk.
Als Angehöriger der Legion Condor nahm er am spanischen Bürgerkrieg teil. Dort flog er zunächst einen Doppeldecker Heinkel He 51. Mit diesem Flugzeugtyp erzielte er 4 Abschüsse. Im weiteren Verlauf des Bürgerkrieges war er für die Fronterprobung der Messerschmitt Bf 109 bei der Versuchsjagdstaffel 88 verantwortlich. 1937 gehörte er zu den drei Piloten, die den Internationalen Alpenrundflug in der Kategorie Dreierpatrouillen gewannen.
Vor Kriegsbeginn war er Staffelkapitän im Jagdgeschwader 51 und in der Zeit von 19. September 1939 bis 24. August 1940 Gruppenkommandeur der III./JG 51. Er hatte maßgeblichen Anteil beim Aufbau des Jagdgeschwaders 54 (Grünherz). Bis Ende des Krieges errang er 58 Luftsiege.
Trautloft war in der Bundeswehr 1961 stellvertretender Inspekteur der Bundesluftwaffe und Chef des Stabes. Zuletzt in der Dienststellung als Kommandierender General des Luftwaffengruppenkommandos Süd, schied Trautloft 1970 als Generalleutnant aus dem aktiven Dienst aus.

## Auszeichnungen
- Spanienkreuz in Gold mit Schwertern
- Eisernes Kreuz (1939) II. und I. Klasse
- Ritterkreuz des Eisernen Kreuzes am 27. Juli 1941[2]
- Deutsches Kreuz in Gold am 27. Juli 1942[2]
- Großes Bundesverdienstkreuz mit Stern 1970